# Bolshög
Bolshög är kyrkbyn i Bolshögs socken i Simrishamns kommun i  Skåne, belägen sydväst om Simrishamn. Bolshög ligger även ett drygt stenkast från Nordens bäst bevarade medeltidsborg, Glimmingehus
Här finns Bolshögs kyrka.